# Afromevesia merusilvae
Afromevesia merusilvae là một loài tò vò trong họ Ichneumonidae.